# Alexandre Pesey
Alexandre Pesey est un journaliste, enseignant et entrepreneur. Fondateur et directeur de l'Institut de Formation Politique (IFP), il organise des séminaires de formation destinés aux jeunes de droite engagés dans la politique, les médias et le secteur associatif,,. Entrepreneur civique, il crée successivement la Bourse Tocqueville en 2003, l'IFP en 2004 et l'ILDJ en 2018. Depuis 2024, il est chargé du développement de l'ESJ Paris.  

## Biographie

### Origines et études
Alexandre Pesey est originaire de l'Eure-et-Loir. Il est diplômé en droit et sciences politiques de l'Université Paris II-Assas ainsi qu'en gestion de l'EM Lyon. Militant à l'UNI (Union nationale inter-universitaire), syndicat étudiant lié aux Républicains, il est élu dans les différents conseils de l’Université Paris II (CA, CEVU, École doctorale),.

### Journalisme et enseignement
Dans les années 2000, il effectue un séjour d'un an aux États-Unis pour étudier le fonctionnement de la société civile américaine. Il se forme auprès du Leadership Institute, think tank prisé par les hommes politiques conservateurs américains, qui a notamment formé l'ancien vice-président Mike Pence,.
Parallèlement à cette formation, il travaille à Washington D.C. comme journaliste pour CNN,. De retour en France, il poursuit sa carrière journalistique à BFM et France 3,, avant de s'orienter vers l'enseignement du droit et des sciences politiques à l’Université Panthéon-Assas.

### Projets et entreprises

#### La Bourse Tocqueville
En 2003, fort de son expérience américaine, il fonde la Bourse Tocqueville. Ce programme annuel permet à des jeunes gens de découvrir des initiatives de la société civile américaine, d’observer leur influence auprès des décideurs et d'importer en France les méthodes éprouvées. Immergés à Washington D.C., les lauréats visitent les centres du pouvoir et rencontrent des décideurs américains : élus, journalistes, universitaires et experts. Ils participent également à des formations pratiques (levées de fonds, média-training, etc.).
Parmi les premiers lauréats figure Agnès Verdier-Molinié (IFRAP). En 2024, les lauréats de la Bourse Tocqueville assistent notamment à Milwaukee, à l'investiture de Donald Trump.

#### L'Institut de Formation Politique
En 2004, il cofonde, avec Thomas Millon, chef d'entreprise, et Jean Martinez, avocat, l’Institut de Formation Politique,,. Cette structure vise à identifier, recruter et former des étudiants et des jeunes actifs engagés au service de la France. Indépendant de tout parti, l'institut est généralement qualifié de libéral-conservateur, bien qu'Alexandre Pesey affirme son ouverture à l’ensemble des courants de la droite,.
Selon la journaliste Anne-Sophie Simpère, l'IFP constitue « une version française du Leadership Institute », destinée à « former de jeunes conservateurs en France, pour les destiner à la politique ou pour qu'ils diffusent leurs idées dans les médias [...] en étant ultralibéral économiquement et en prônant des valeurs conservatrices ». L'école organise entre autres les « lundis de l'IFP » où interviennent des personnalités publiques, politiques et intellectuelles des milieux de la droite.

#### L'Institut Libre de Journalisme
En 2018, il fonde l'Institut Libre de Journalisme (ILDJ). L'école propose une formation de journalisme sur dix week-ends pendant un an. Selon le journal Le Monde, elle alimenterait le recrutement des médias de la « droite réactionnaire ».

#### Autres projets
En 2019, Alexandre Pesey participe à la « Convention de la droite ».
En 2024, selon l'Humanité, France Info et France Bleu, Alexandre Pesey entretiendrait des liens étroits avec Pierre-Édouard Stérin et pourrait avoir des liens avec le projet Périclès,,,.
En décembre 2024, Alexandre Pesey entre au capital de l'école de journalisme ESJ Paris, aux côtés de plusieurs autres investisseurs,. Un communiqué de l'école précise qu'Alexandre Pesey sera chargé du développement de l’établissement.

### Vie privée
Alexandre Pesey est marié à Kate Pesey, directrice de la Bourse Tocqueville, et est père de six enfants,.